# 森尼戴爾站
森尼戴爾站（英語：Sunnydale Station）是一具有島式月台的輕軌車站，隸屬於舊金山輕軌T線，為其最南端終點站。其位在訪谷區灣岸大道（Bayshore Boulevard）道路中間，橫向為森尼戴爾大街（Sunnydale Avenue）。
在此站旁的街角，SamTrans設有公車路線292與397往南站牌（開往聖馬刁郡），並開始採計聖馬刁郡區域內車費；在此以北搭乘則收兩倍車費。
長遠計畫可能沿日內瓦大街（Geneva Avenue）延伸經牛宮至舊金山輕軌南方的車場巴爾波亞公園站（停駐J線、K線、M線），一同形成大環線。

## 外部連結
- Google maps （页面存档备份，存于）

| 上一站         | 旧金山轻轨 | 旧金山轻轨 | 旧金山轻轨 | 下一站 |
| -------------- | ---------- | ---------- | ---------- | ------ |
| 阿尔力塔往華埠 |            | T第三街    |            | 起訖站 |